# Anna Speller
Pour les articles homonymes, voir Speller.
 (janvier 2019).
Anna Speller, née le 28 février 1984 à Amsterdam, est une actrice, chanteuse et auteure-compositrice-interprète néerlandaise.

## Filmographie

### Cinéma et téléfilms
- 2004-2005 : Het glazen huis (nl) : Merel Westhof
- 2006 : Van Speijk : Saskia
- 2006 : Het woeden der gehele wereld (nl) : Joanna Overstein
- 2007 : Honeyz (nl) : Eva Groen
- 2007 : The Making Of (nl) : Mandy
- 2009 : De Co-assistent (nl) : Chloe
- 2010 : Voetbalvrouwen (nl) : Lisa
- 2010 : Onderweg naar Morgen : Jacqueline Brunel
- 2010-2013 : Feuten (nl) : Nina de Wit
- 2013 : Feuten: Het Feestje (nl) : Nina de Wit
- 2014 : Divorce (nl) : Felicity
- 2014 : Sinterklaas & Diego: Het Geheim van de Ring (nl) : Famke
- 2014 : De Laatste (court métrage) : Eef

## Discographie

### Singlesetcovers
- 2001 : Damn (I think I love you)
- 2001 : I can’t explain
- 2001 : I really don’t think so
- 2001 : No perfect world
- 2002 : Falling
- 2002 : I surrender
- 2002 : I don’t understand
- 2003 : Tears won’t dry
- 2013 : Royals
- 2013 : Weten dat je het waard bent
- 2014 : Dreamroof
- 2014 : Hit Me Again
- 2014 : Go to Go
- 2014 : Howie DeWitt
- 2014 : On to Something